# Црква Вознесења Господњег Горњоковиљска
Српска Православна Црква Вазнесења Господњег (Горњоковиљска), насељеном месту на територији града Новог Сада, припада Епархији бачкој СПЦ, грађена у периоду од 1824. до 1829. године и представља културно добро као споменик културе.

## Историја
У Горњем Ковиљу прва позната православна црква стајала је отприлике два метра западно од данашње. Та српска богомоља била је посвећена празнику Летњем Св. Николи, је "троносана" 6. маја/25. априла 1738. године од стране епископа бачког Висариона Павловића. 
Нова црква је подигнута 1827-1829. године на истом месту. Приправљање цигле почело је још 1824. године, а трошак радова је изнео 6617 ф. 69. крајцара. Њу је 7. јуна/26. маја 1829. године "троносао" епископ бачки Гедеон Петровић посветио по празнику Вазнесењу Господњем посветио.
У цркви се налази иконостас Свештеномученика Рафаила Момчиловића рађен у периоду од 1908. до 1910. Године.
Доњи Ковиљ и  Горњи Ковиљ су се спојила 1870. у једно насеље Ковиљ.